# Cratere Ishkur
Ishkur è un cratere sulla superficie di Ganimede.